# 信息爆炸
信息爆炸（英語：information explosion）是指現代出版信息或数据數量的急速增加，以及因如此大量而帶來的影響。當可用數據數量增加後，資訊管理的問題變得困難，更可能導致資訊超載。線上牛津英語詞典記載，1964年3月的《新政治家》文章中使用了該詞。《紐約時報》在1964年6月7日沃爾特沙利文的一篇文章中，首次在編輯內容中採用這個詞，其中將編輯過程描述為“經過多次討論”（第11頁）。這字詞的最早的已知使用見於NBC台長在1955年9月27日倫敦廣告從業者協會的關於電視的演講，該演講於艾奥瓦州WSUI廣播電台重播，並於兩個月後節錄於《Daily Iowan》報紙上。
包括醫療保健、超市以至於政府機關等各行各業，都可觀察到資料量大量增加的情形。受此影響的還有新聞傳播業，過去其使命是傳播資訊，但現在這一職責反而因為資訊過多而被抑制。。
從巨量的電子數據中分析資料以獲取知識的方法（比如数据融合可幫助数据挖掘）自1970年代起便已誕生。定性研究也常被用來分析如此大量的數據。這些方法的主要目的為組織、綜合、分類並系統化信息，使其更易被搜尋和使用。

## 增長模式
- 全球資料儲存容量由1986年的2.6 EB（最優化壓縮）成長至1993年的15.8 EB，2000年的54.5 EB，和2007年的295 EB。以一片730 MB的CD-ROM來計量，這相當於全球每人於1986年擁有少於一片CD-ROM，於1993年擁有4片CD-ROM，於2000年擁有12片CD-ROM，於2007年擁有61片CD-ROM。[7]
- 全球透過广播單向接受的資訊容量，在1986年是432 EB（理想壓縮下），在1993年是715 EB，在2000年是1,200 EB，在2007年是1,900 EB。[7]
- 全球透過电信網絡雙向交換資訊的容量在1986年是0.281 EB（理想壓縮下），在1993年是0.471 EB，在2000年是2.2 EB，在2007年是65 EB。[7]

## 挑戰
巨量的資訊儘管在許多方面帶來不少正面效益，其同時也造成了一些問題，包括隱私、法律、倫理、訊息正確性和訊息篩選等方面。訊息篩選泛指由巨量資訊當中準確篩選有用的部分，資料科學家的工作便是擔當這方面的角色。其中一個例子便是數據挖掘於衛生保健方便的應用，尤其近年來隨著電子健康資料庫的普及而更顯重要，醫師必須能夠從巨量資訊當中準確篩選資訊來診斷病患之病情。另一方面，一些專家也提出警告，大量訊息的公開將使得確保資訊的匿名更加困難。此外，誰是資訊的持有者？其又應如何將資訊公開？公開多久的時間？公開頻率為何？亦存在法律和倫理層面上之爭論。由於資訊來源過多，資訊的準確性也是一大課題。當一項資訊來源被質疑，質疑者可能會要求改正資訊中存在疑慮的部分，造成資訊的重複。愛德華·胡特（Edward Huth）指出，資訊的成本和取得的容易度也是問題之一。資訊取得的容易度可藉由降低其成本和增加其功能之多樣性而降低。胡特認為，交互比對法能有組織性地篩選有用的資訊，促使資訊取得之成本下降。

## 網頁伺服器
2005年8月，全球有7,000萬個網頁伺服器。截至2007年9月，全球共有1.35億個網頁伺服器。

## 外部連接
- Conceptualizing Information Systems and Cognitive Sustainability in 21st Century 'Attention' Economies (Includes Syllabus) （页面存档备份，存于）
- How Much Information? 2003 （页面存档备份，存于）
- Surviving the Information Explosion: How People Find Their Electronic Information  （页面存档备份，存于）
- Why the Information Explosion Can Be Bad for Data Mining, and How Data Fusion Provides a Way Out
- Information Explosion, Largest databases （页面存档备份，存于）